# Pawel Huelle
Paweł Marek Huelle (n. 10 septembrie 1957, Gdańsk, Polonia – d. 27 noiembrie 2023, Gdańsk, Polonia) a fost un prozator polonez.
Huelle a studiat filologia la Universitatea din Gdańsk, iar mai târziu a devenit ziarist. A lucrat o perioadă de timp la serviciul de presă al Solidarność (Solidaritatea). De asemenea, a predat literatură, filozofie și istorie. A fost directorul Televiziunii poloneze din orașul său natal în perioada 1994-1999.
Debutul său literar a avut loc în 1987 cu Weiser Dawidek, care în anul 2000 a fost ecranizat de regizorul Wojciech Marczewski.

## Opere publicate
- Weiser Dawidek (1987)
- Opowiadania na czas przeprowadzki (1991)
- Wiersze (1994)
- Pierwsza miłość i inne opowiadania (1996)
- Mercedes-Benz. Z listów do Hrabala. (2001)
- Hans Castorp w Sopocie. Zaginiony rozdział z 'Czarodziejskiej Góry' (2002)
- Byłem samotny i szczęśliwy (2002)
- Ostatnia Wieczerza (2007)